# Stamford Hill
Stamford Hill is een wijk in het Londense bestuurlijke gebied Hackney, in de regio Groot-Londen.